# Карауловы
Карау́ловы — русский дворянский род татарского происхождения
При подаче документов 30 января 1686 года, для внесения рода в Бархатную книгу, была предоставлена родословная роспись Карауловых, указная грамота царя Василия III наместнику Вятки Ивану Семёновичу Караулову (1528) и вотчинная жалованная грамота (1610) на деревню Ивонино в Дубровском стане и половину деревень: Захарово, Глебово и Кусково в Куземском стане Муромского уезда.
Род внесён в VI и I части родословной книги Нижегородской, Новгородской, Орловской, Пензенской, Тверской и Ярославской губерний.
Есть также пять родов Карауловых более позднего происхождения.
Однородцами Карауловых являются Черемисовы.

## Происхождение и история рода
Родоначальник - посол хана Золотой Орды Ахмета в Москву, Ямгурчей-Караул, остался (1480) в Москве и принял крещение с именем Симеон.
Его сын Иван Караулов наместник в Слободском (1529). Правнуки последнего, Матвей, Пётр и Семён, записаны в Тысячной книге лучших дворян и детей боярских (1550).
По другой версии эта фамилия пошла от татарского слова "каравыл" (стражник)

## Описание герба
В щите, разделённом крестообразно на четыре части, посредине находится малый серебряный щиток, в котором изображён скачущий на Коне Воин, имеющий в правой руке Меч, а в левой щит (польский герб Погоня). В верхней части, в красном поле, крестообразно положены две серебряных Сабли (изм. польский герб Пелец) и Стрела (польский герб Азулевич), летящая вверх. В правой части, в серебряном поле, на голубой полосе перпендикулярно означены три пятиугольных золотых Звезды (изм. польский герб Гвязды).
В левой части в золотом поле виден до половины выходящий чёрный Орёл с распростертым крылом; в нижней части, в голубом поле, золотой стул, обитый малиновым бархатом (изм. герб Новгородского княжества). Щит увенчан дворянскими шлемом и короной. Нашлемник: три страусовых пера. Намёт на щите красный, подложенный золотом. Щитодержатели: с правой стороны Гриф, а с левой Лев (Гербовник, IV, 47).

## Известные представители
- Караулов Степан Осипович — воевода в Шацке (1616), в Тетюшках (1620), судья в Каменном приказе (1624—1627).
- Караулов Василий — воевода в Кадоме (1617—1618).
- Караулов Степан — воевода в Епифани (1617).
- Караулов Фёдор Осинович — воевода в Луху (1617—1618).
- Караулов Степан Осипович — дьяк, московский дворянин (1627), воевода в Астрахани (1627—1629).
- Караулов Григорий Степанович — московский дворянин (1629), думный дьяк (1668), думный дворянин (1678), воевода в Казани (1674—1676), в Киеве (1678-16790, в Ваге (1682).
- Караулов Петр Иванович — воевода в Короче (1652 и 1682—1684) (три раза).
- Караулов Иван — воевода в Острогожске (1655—1656).
- Караулов Сава Григорьевич — воевода в Устюжне-Железопольской (1680)[6].
- Карауловы: Иван Савич, Сава Григорьевич, Семен Тимофеевич, Юрий Григорьевич — царские стольники (1692)[7].
- Караулов, Семён Юрьевич — член военной коллегии (1760).
- Караулов, Пётр Алексеевич — член адмиралтейств-совета (1760).
- Караулов, Григорий Эммануилович  — (1824-1883)  Русский историк литературы и археолог.
- Караулов, Андрей Викторович  — советский и российский журналист, телеведущий, блогер. Наиболее известен как автор и ведущий публицистических программ «Момент истины» (1992—2016) и «Русский век» (1998—2006), в разное время транслировавшихся российскими телеканалами. Президент ТОО «Телевизионная корпорация „Момент истины“». Лауреат телевизионной премии «ТЭФИ» (1995).